# Steropleurus catalaunicus
Steropleurus catalaunicus és una espècie d'ortòpter de la família Tettigoniidae, endèmica dels Pirineus, per tant només es pot trobar a Espanya, França i Andorra.